# Mona Malm
Mona Malm, született Mona Kristina Wahlman (Stockholm, 1935. január 24. – Stockholm, 2021. január 12.) svéd színésznő.

## Fontosabb filmjei
Mozifilmek
- Egy nyári éjszaka mosolya (Sommarnattens leende) (1955)
- A hetedik pecsét (Det sjunde inseglet) (1957)
- Valamennyi asszony (För att inte tala om alla dessa kvinnor) (1964)
- Heja Roland! (1966)
- Fanny és Alexander (Fanny och Alexander) (1982)
- A legjobb szándékok (Den goda viljan) (1992)
- Jeruzsálem (Jerusalem) (1996)
- Gyerek vagy nyerek? (Vinnare och förlorare) (2005)
- Az esküvő után (Efter brylluppet) (2006)

Tv-filmek
- Óvatosan kezeljük (Sova räv) (1982)
- Nånting levande åt Lame-Kal (1988)
- A tetovált asszony (Den tatuerade änkan) (1998)

Tv-sorozatok
- Három szerelem (Tre kärlekar) (1989–1991, 14 epizódban)
- Solsidan (2010–2013, 11 epizódban)